# 博伦
博伦（德語：Boren）是德国石勒苏益格－荷尔斯泰因州的一个市镇。总面积18.48平方公里，总人口746人，其中男性376人，女性370人（2011年12月31日），人口密度40人/平方公里。